# Дильман (село)
Дильман (азерб. Dilman) — село в Ахсуинском районе Азербайджана. 
Расположено в предгорьях Большого Кавказа, к северу от районного центра Агсу и к востоку от Пиргулинского заповедника.

## История
Село основано в тридцатых годах XIX века переселенцами из Дильманского магала в Южном Азербайджане.
По сведениям на 1856 год Дильман Кошунского магала Шемахинской губернии населяли «татары»-сунниты (то есть азербайджанцы-сунниты), которые между собой говорили по-«татарски» (по-азербайджански).
По материалам посемейных списков на 1886 год, в Дильмане насчитывалось 199 дымов и 933 жителей и все «татары»-сунниты (азербайджанцы-сунниты), из которых мужчин — 492 человека а женщин — 441.

## Население
Согласно материалам Азербайджанской сельскохозяйственной переписи 1921 года Дильман с казмами (землянками) Гюльдиг, Говруз и Дури-чай входили в состав Кельвинского сельского общества Шемахинского уезда, с преобладающей национальностью азербайджанскими тюрками (азербайджанцами).
Общая численность населения — 881 человек.